# استخوان لامی
استخوان لامی یا استخوان هیوئید (به انگلیسی: Hyoid bone) استخوانی است شبیه به نعل که در جلوی مهره‌های گردن قرار گرفته است، ولی با هیچ استخوانی مفصل نمی‌شود. لامی تک‌استخوانی به شکل حرف لام در دیواره قدامی گردن و به موازات مهره سوم گردنی است که قاعده زبان و برخی ماهیچه‌های گردن به آن می‌چسبند.
استخوان لامی با یک جسم و دو شاخ بزرگ و دو شاخ کوچک در حد فاصله ماهیچه‌های بالالامی و زیرلامی واقع شده است و کارایی این ماهیچه‌ها را در امر انقباض بالا می‌برد.
اپیگلوت (بَرچاکنای) به صورت مایل به پشت در انتهای خلفی زبان و پشت استخوان لامی قرار دارد و در معاینه داخل حلق اغلب به سختی قابل مشاهده است.